# Gashadokuro

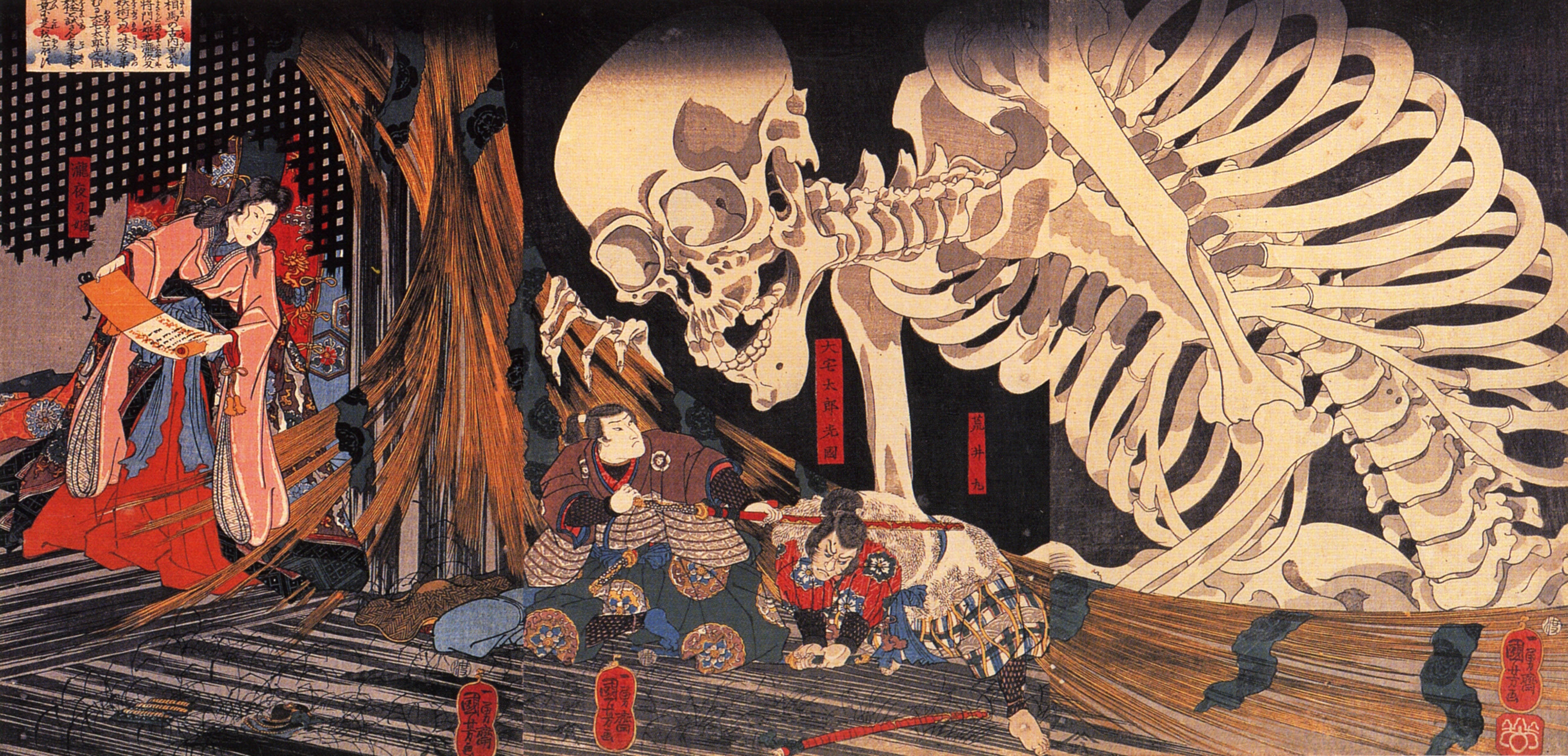
Mitsukuni sfida lo scheletro invocato dalla principessa Takiyasha. Di Utagawa Kuniyoshi.

Gashadokuro (がしゃどくろ/ 餓者髑髏?, conosciuto anche come odokuro), letteralmente "scheletro affamato", è uno yōkai della mitologia giapponese.

## Descrizione
Il gashadokuro è un gigantesco scheletro alto più di 15 metri, formatosi tramite l'unione di un ammasso di ossa di persone morte di inedia. Questo yōkai si può incontrare solamente di notte (dopo la mezzanotte) nelle foreste e nei sentieri completamente bui, in cui vaga per afferrare gli incauti viaggiatori e bere il loro sangue staccandogli la testa. Il gashadokuro emette un verso sibilante che solamente le sue vittime possono udire, e si dice che possegga il potere dell'invisibilità e sia indistruttibile.

## Origine
La sua prima apparizione risale al XX secolo: fu citato dagli autori dello Shonen magazine, pubblicato dal 1960 al 1970 con un'enciclopedia degli yokai illustrata. Gli autori del magazine avevano preso spunto dal famoso libro di Mizuki, che aveva scritto un resoconto di diverse leggende. Tra queste una narrava di un uomo che, trovandosi di notte nel suo giardino, notò dietro la sua collezione di bambù uno scheletro gigante che aveva incastrata nel suo grande occhio una canna di bambù. L'uomo, che era molto gentile, gli offrì un piatto caldo con del riso. Il gashadokuro, dopo aver ringraziato, parlò della sua storia e di come era stato trucidato. Sono molti gli avvistamenti di questa creatura che la descrivono con degli occhi possenti e un corpo formato da sole ossa, dall'antichità ai giorni nostri. In altre culture orientali vengono visti come giganti scheletrici.